# ضريبة رأس المال

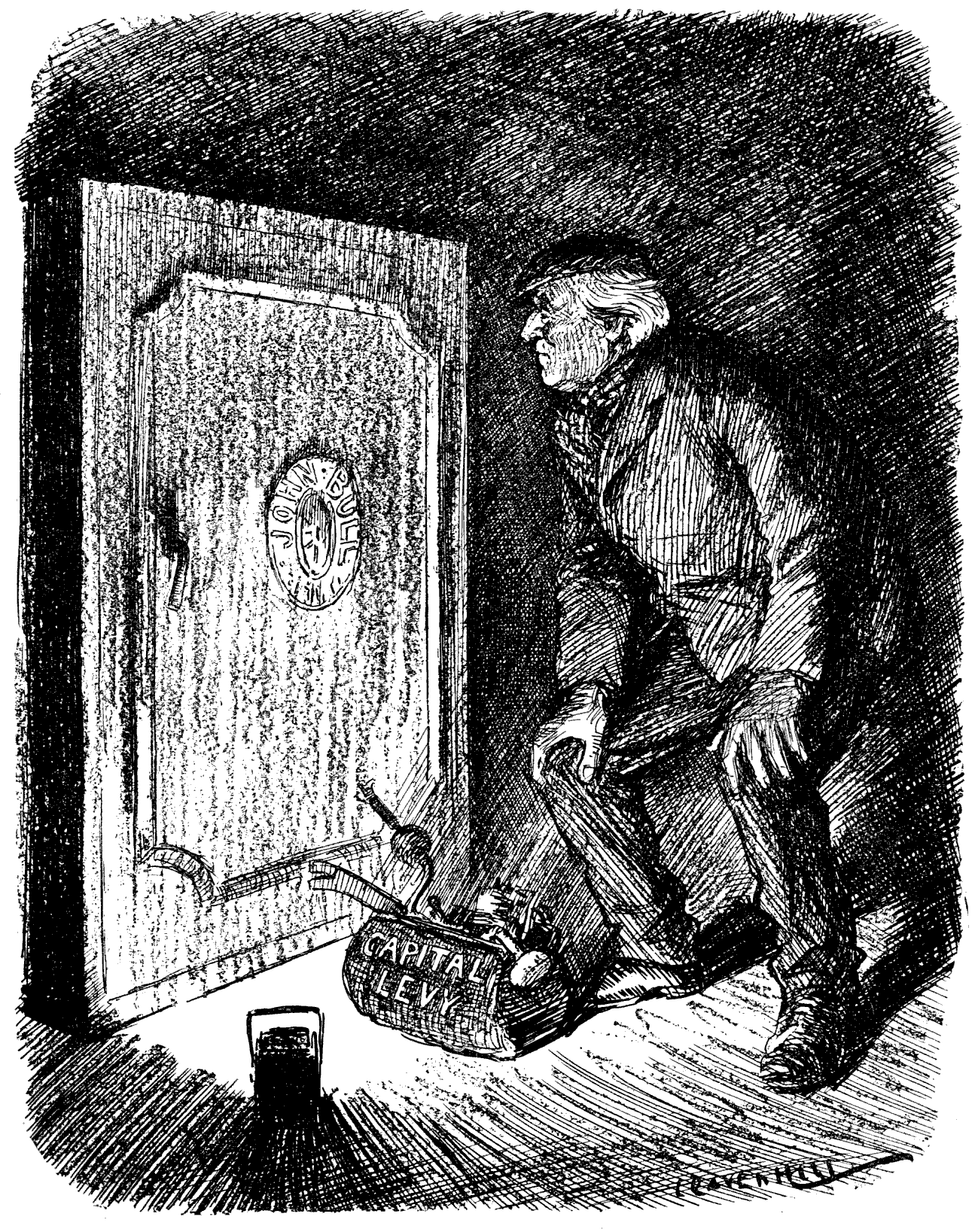

ضريبة رأس المال هي ضريبة تُفرض على رأس المال عوضًا عن الدخل، تُجبى مرة واحدة بدلًا من تكرارها (تُعرف الجباية المتكررة بالضريبة على الثروة). على سبيل المثال، ستفرض ضريبة رأس مال نسبتها 30% على فرد أو مشروع تجاري يبلغ صافي ثروته 100 ألف دولار مبلغًا يُدفع مرة واحدة يبلغ 30 ألف دولار، بصرف النظر عن الدخل. تعتبر الضرائب على رأس المال أمرًا يصعب على الحكومة تطبيقه.
يرى بعض الاقتصاديين أن الضرائب على رأس المال هي عوامل مثبطة للمدخرات والاستثمار، وتتسبب في هروب رؤوس الأموال، إلا أن آخرين يرون أن حدوث ذلك نظريًا ليس محتومًا. شاعت النظرية الأخيرة خلال الحربين العالميتين؛ واكتسبت بعضًا من القبول في العقد الأول من القرن الحالي مع سعي المزيد من الدول المثقلة بالديون لزيادة عائداتها.

## أمثلة على ضريبة رأس المال

### الديمقراطيات القديمة
خلال فترة الديمقراطية التي عاشتها أثينا القديمة، كان هناك شكل من الضريبة على رأس المال يعرف بـ «الشعيرة (الخدمة العامة)». كانت تلك الضريبة تُصرف على أي شيء بدءًا بمسرحية عامة وصولًا إلى تزويد بحرية الجيش بالسفن. يمكن لفرد من أثينا التطوع لدفع تلك الضريبة، ولكن إن لم يتطوع أحد، يؤمر فردٌ ثري بدفعها. يمكنهم التهرب من خلال ترشيح شخص أكثر ثراءً لتولي المهمة؛ في حال اختلف الشخص المُرشِّح على ذلك، إما يأخذ المرشح الضريبة، أو يعرض على المرشح الآخر مقايضتها بعقار (نظام المقايضة). في حال رفض المرشح الثاني ذلك، يُحال الموضوع إلى المحكمة، وتُفرض الضريبة على من تحدده المحكمة الأكثر ثراءً. غالبًا ما كان مواطنو أثينا يخفون ثرواتهم للتهرب من دفع الضريبة، والمتملقون الذين اكتشفوا أمر التهرب الضريبي استخدموه مادة للابتزاز. ساعد نظام المقايضة الدولة على تحديد الأفراد الأكثر ثراءً، وأبقى الأغنياء مشككين بعضهم ببعض. فرضت أثينا أيضًا ضريبة تدعى (إيسفورا)، وطلبت المدينة لغرضها من كل شخص ثري تقدير ما لديه من ثروة. تلك التقييمات الذاتية لم تكن دقيقة جدًا. لم يدرس الاقتصاديون ذلك النظام الضريبي القديم بشكل جيد.

### القرن العشرون
خلال الحربين العالميتين، فُرضت ضرائب على رأس المال، وكان هدفها المعلن عمومًا توزيع التضحيات التي تطلبتها الحرب على نحو أكثر تساوٍ. كان لذلك تأثير كبير على توزيع الدخل والثروة، توزيعٌ دام عقودًا في فترة ما بعد الحرب. أشير إلى تلك السياسات بـ «التجنيد الإجباري للثروة».
إن الاعتراض الجوهري على سياسة التجنيد الإجباري التي تنتهجها الحكومة هو أنها لا تجند سوى الحياة الإنسانية، ولا تحاول تجنيد الثروة.- البرنامج الانتخابي للحزب الليبرالي، خريف عام 1917، كندا
تعارض «ذا إيكونوميست»، وهي مجلة بريطانية، ضرائب رأس المال، ولكنها أيّدت «فرض ضرائب مباشرة ثقيلة بما يكفي لتقنين دخل المواطنين»؛ في ذات الحال، يرى الخبير الاقتصادي الأميركي أوليفر ميتشيل وينتوورث سبراغ في صحيفة «إيكونوميك جورنال» أن «التجنيد الإجباري للإنسان ينبغي أن يكون مصحوبًا بشكل منطقي ومنصف في طبيعة تجنيد الدخل الحالي أكثر من ذلك مشكّلًا ضرورة مطلقة».

### القرن الحادي والعشرون
فرضت الحكومة الإيطالية برئاسة جوليانو أماتو ضريبة قدرها 0.6% على جميع الودائع المصرفية في 11 يوليو من العام 1992.
في عام 1992، اقترح دونالد ترامب على الولايات المتحدة فرض ضريبة بنسبة 14.25% على صافي قيمة الأموال المستحقة للأفراد والأمانات التي بلغت قيمتها عشرة ملايين دولار أو أكثر. زعم ترامب أن تلك الضريبة ستولد 5.7 ترليون دولار، يمكن إستخدامها لدفع الدين القومي.